# Sierbowice
Sierbowice – wieś w Polsce położona w województwie śląskim, w powiecie zawierciańskim, w gminie Pilica. Wieś przecina droga wojewódzka nr 794.
W latach 1975–1998 miejscowość administracyjnie należała do województwa katowickiego.
W 2008 wieś zamieszkiwały 193 osoby.